# 成原茂
成原 茂（なりはら しげる、1953年8月31日 - ）は、日本の政治家。岐阜県大野郡白川村長（4期）。

## 来歴
岐阜県立高山高等学校（現・岐阜県立飛騨高山高等学校）卒業後、白川村役場に入庁。農林課長、産業課長、教育長などを歴任。
任期満了による2011年4月19日告示、同年4月24日の白川村長選挙では、現職の谷口尚との一騎打ちを制し初当選。
※当日有権者数：1,405人 最終投票率：95.80%（前回比：0.24pts）
| 候補者名 | 年齢 | 所属党派 | 新旧別 | 得票数 | 得票率 | 推薦・支持 |
| -------- | ---- | -------- | ------ | ------ | ------ | ---------- |
| 成原茂   | 57   | 無所属   | 新     | 828票  | 62.59% |            |
| 谷口尚   | 68   | 無所属   | 現     | 495票  | 37.41% |            |

任期満了に伴う2015年4月15日告示の白川村長選挙、2019年4月16日告示の白川村長選挙、及び2023年4月18日告示の白川村長選挙では成原茂以外の立候補者は無く、無投票で再選されている。